# SEGA Mega Drive and Genesis Classics
SEGA Mega Drive and Genesis Classics, originalmente lanzado en volúmenes en PC como Sega Genesis Classic Collection: Gold Edition (Sega Mega Drive Classics: Gold Edition en regiones PAL) y para las versiones de consola como Sega Genesis Classics en EEUU y Sega Mega Drive Classics en Europa, es un recopilatorio de juegos que reúne más de 50 títulos de la consola Sega Mega Drive. Fue desarrollado por Sega y D3T teniendo su lanzamiento el 29 de mayo de 2018, para las plataformas PlayStation 4, Xbox One y Microsoft Windows.

## Lista de juegos
| Título                                      | Volumen                                                                                    | Volumen                                                                                    | Volumen                                                                                    | Volumen                                                                                    | Volumen | Volumen | Volumen                                                                                    | Volumen                                                                                    |
| Título                                      | Vol. 1                                                                                     | Vol. 2                                                                                     | Vol. 3                                                                                     | Vol. 4                                                                                     | Vol. 5  | Gold    | Consola                                                                                    | Steam                                                                                      |
| ------------------------------------------- | ------------------------------------------------------------------------------------------ | ------------------------------------------------------------------------------------------ | ------------------------------------------------------------------------------------------ | ------------------------------------------------------------------------------------------ | ------- | ------- | ------------------------------------------------------------------------------------------ | ------------------------------------------------------------------------------------------ |
| Alex Kidd in the Enchanted Castle           | No                                                                                         | Sí                                                                                         | No                                                                                         | No                                                                                         | No      | Sí      | Sí                                                                                         | Sí                                                                                         |
| Alien Soldier                               | No                                                                                         | No                                                                                         | No                                                                                         | Sí                                                                                         | No      | Sí      | SíLa plantilla {{Fn}} ya no debe usarse. En su lugar usa el nuevo sistema de referencias.. | Sí                                                                                         |
| Alien Storm                                 | No                                                                                         | No                                                                                         | Sí                                                                                         | No                                                                                         | No      | Sí      | Sí                                                                                         | Sí                                                                                         |
| Altered Beast                               | Sí                                                                                         | No                                                                                         | No                                                                                         | No                                                                                         | No      | Sí      | Sí                                                                                         | Sí                                                                                         |
| Beyond Oasis                                | No                                                                                         | No                                                                                         | No                                                                                         | No                                                                                         | Sí      | No      | SíLa plantilla {{Fn}} ya no debe usarse. En su lugar usa el nuevo sistema de referencias.. | Sí                                                                                         |
| Bio-Hazard Battle                           | No                                                                                         | No                                                                                         | Sí                                                                                         | No                                                                                         | No      | Sí      | Sí                                                                                         | Sí                                                                                         |
| Bonanza Bros.                               | No                                                                                         | Sí                                                                                         | No                                                                                         | No                                                                                         | No      | Sí      | Sí                                                                                         | Sí                                                                                         |
| Columns                                     | No                                                                                         | Sí                                                                                         | No                                                                                         | No                                                                                         | No      | Sí      | Sí                                                                                         | Sí                                                                                         |
| Columns III                                 | No                                                                                         | No                                                                                         | Sí                                                                                         | No                                                                                         | No      | Sí      | Sí                                                                                         | Sí                                                                                         |
| Comix Zone                                  | Sí                                                                                         | No                                                                                         | No                                                                                         | No                                                                                         | No      | Sí      | Sí                                                                                         | Sí                                                                                         |
| Crack Down                                  | Sí                                                                                         | No                                                                                         | No                                                                                         | No                                                                                         | No      | Sí      | Sí                                                                                         | Sí                                                                                         |
| Decap Attack                                | No                                                                                         | No                                                                                         | Sí                                                                                         | No                                                                                         | No      | Sí      | Sí                                                                                         | Sí                                                                                         |
| Dr. Robotnik's Mean Bean Machine            | No                                                                                         | No                                                                                         | No                                                                                         | SíLa plantilla {{Fn}} ya no debe usarse. En su lugar usa el nuevo sistema de referencias.. | No      | Sí      | Sí                                                                                         | Sí                                                                                         |
| Dynamite Headdy                             | No                                                                                         | No                                                                                         | No                                                                                         | No                                                                                         | Sí      | No      | SíLa plantilla {{Fn}} ya no debe usarse. En su lugar usa el nuevo sistema de referencias.. | Sí                                                                                         |
| Ecco the Dolphin                            | Sí                                                                                         | No                                                                                         | No                                                                                         | No                                                                                         | No      | Sí      | No                                                                                         | Sí                                                                                         |
| Ecco: The Tides of Time                     | No                                                                                         | No                                                                                         | Sí                                                                                         | No                                                                                         | No      | Sí      | No                                                                                         | Sí                                                                                         |
| Ecco Jr.                                    | No                                                                                         | Sí                                                                                         | No                                                                                         | No                                                                                         | No      | Sí      | No                                                                                         | Sí                                                                                         |
| ESWAT: City Under Siege                     | No                                                                                         | SíLa plantilla {{Fn}} ya no debe usarse. En su lugar usa el nuevo sistema de referencias.. | SíLa plantilla {{Fn}} ya no debe usarse. En su lugar usa el nuevo sistema de referencias.. | No                                                                                         | No      | Sí      | Sí                                                                                         | Sí                                                                                         |
| Eternal Champions                           | No                                                                                         | SíLa plantilla {{Fn}} ya no debe usarse. En su lugar usa el nuevo sistema de referencias.. | No                                                                                         | No                                                                                         | No      | No      | No                                                                                         | Sí                                                                                         |
| Fatal Labyrinth                             | No                                                                                         | Sí                                                                                         | No                                                                                         | No                                                                                         | No      | Sí      | Sí                                                                                         | Sí                                                                                         |
| Flicky                                      | No                                                                                         | No                                                                                         | Sí                                                                                         | No                                                                                         | No      | Sí      | Sí                                                                                         | Sí                                                                                         |
| Gain Ground                                 | Sí                                                                                         | No                                                                                         | No                                                                                         | No                                                                                         | No      | Sí      | Sí                                                                                         | Sí                                                                                         |
| Galaxy Force II                             | No                                                                                         | Sí                                                                                         | No                                                                                         | No                                                                                         | No      | Sí      | Sí                                                                                         | Sí                                                                                         |
| Golden Axe                                  | Sí                                                                                         | No                                                                                         | No                                                                                         | No                                                                                         | No      | Sí      | Sí                                                                                         | Sí                                                                                         |
| Golden Axe II                               | No                                                                                         | SíLa plantilla {{Fn}} ya no debe usarse. En su lugar usa el nuevo sistema de referencias.. | SíLa plantilla {{Fn}} ya no debe usarse. En su lugar usa el nuevo sistema de referencias.. | No                                                                                         | No      | Sí      | Sí                                                                                         | Sí                                                                                         |
| Golden Axe III                              | No                                                                                         | No                                                                                         | No                                                                                         | No                                                                                         | Sí      | No      | Sí                                                                                         | Sí                                                                                         |
| Gunstar Heroes                              | No                                                                                         | No                                                                                         | No                                                                                         | Sí                                                                                         | No      | Sí      | Sí                                                                                         | Sí                                                                                         |
| Kid Chameleon                               | No                                                                                         | Sí                                                                                         | No                                                                                         | No                                                                                         | No      | Sí      | Sí                                                                                         | Sí                                                                                         |
| Landstalker                                 | No                                                                                         | No                                                                                         | No                                                                                         | Sí                                                                                         | No      | Sí      | SíLa plantilla {{Fn}} ya no debe usarse. En su lugar usa el nuevo sistema de referencias.. | Sí                                                                                         |
| Light Crusader                              | No                                                                                         | No                                                                                         | No                                                                                         | Sí                                                                                         | No      | Sí      | Sí                                                                                         | Sí                                                                                         |
| Phantasy Star II                            | No                                                                                         | No                                                                                         | No                                                                                         | No                                                                                         | Sí      | No      | Sí                                                                                         | Sí                                                                                         |
| Phantasy Star III: Generations of Doom      | No                                                                                         | No                                                                                         | No                                                                                         | No                                                                                         | Sí      | No      | Sí                                                                                         | Sí                                                                                         |
| Phantasy Star IV: The End of the Millennium | No                                                                                         | No                                                                                         | No                                                                                         | No                                                                                         | Sí      | No      | Sí                                                                                         | Sí                                                                                         |
| The Revenge of Shinobi                      | No                                                                                         | No                                                                                         | No                                                                                         | No                                                                                         | Sí      | No      | Sí                                                                                         | Sí                                                                                         |
| Ristar                                      | No                                                                                         | Sí                                                                                         | No                                                                                         | No                                                                                         | No      | Sí      | SíLa plantilla {{Fn}} ya no debe usarse. En su lugar usa el nuevo sistema de referencias.. | Sí                                                                                         |
| Shadow Dancer: The Secret of Shinobi        | SíLa plantilla {{Fn}} ya no debe usarse. En su lugar usa el nuevo sistema de referencias.. | No                                                                                         | No                                                                                         | No                                                                                         | No      | No      | Sí                                                                                         | Sí                                                                                         |
| Shining in the Darkness                     | No                                                                                         | No                                                                                         | No                                                                                         | Sí                                                                                         | No      | Sí      | Sí                                                                                         | Sí                                                                                         |
| Shining Force                               | No                                                                                         | No                                                                                         | No                                                                                         | Sí                                                                                         | No      | Sí      | Sí                                                                                         | Sí                                                                                         |
| Shining Force II                            | No                                                                                         | No                                                                                         | No                                                                                         | Sí                                                                                         | No      | Sí      | Sí                                                                                         | Sí                                                                                         |
| Shinobi III: Return of the Ninja Master     | Sí                                                                                         | No                                                                                         | No                                                                                         | No                                                                                         | No      | Sí      | Sí                                                                                         | Sí                                                                                         |
| Sonic 3D Blast                              | No                                                                                         | No                                                                                         | No                                                                                         | SíLa plantilla {{Fn}} ya no debe usarse. En su lugar usa el nuevo sistema de referencias.. | No      | Sí      | Sí                                                                                         | Sí                                                                                         |
| Sonic the Hedgehog                          | SíLa plantilla {{Fn}} ya no debe usarse. En su lugar usa el nuevo sistema de referencias.. | No                                                                                         | No                                                                                         | No                                                                                         | No      | Sí      | Sí                                                                                         | NoLa plantilla {{Fn}} ya no debe usarse. En su lugar usa el nuevo sistema de referencias.. |
| Sonic the Hedgehog 2                        | No                                                                                         | SíLa plantilla {{Fn}} ya no debe usarse. En su lugar usa el nuevo sistema de referencias.. | No                                                                                         | No                                                                                         | No      | Sí      | Sí                                                                                         | NoLa plantilla {{Fn}} ya no debe usarse. En su lugar usa el nuevo sistema de referencias.. |
| Sonic the Hedgehog 3/Sonic & Knuckles       | No                                                                                         | No                                                                                         | Sí                                                                                         | No                                                                                         | No      | Sí      | No                                                                                         | NoLa plantilla {{Fn}} ya no debe usarse. En su lugar usa el nuevo sistema de referencias.. |
| Sonic Spinball                              | No                                                                                         | No                                                                                         | Sí                                                                                         | No                                                                                         | No      | Sí      | Sí                                                                                         | Sí                                                                                         |
| Space Harrier II                            | Sí                                                                                         | No                                                                                         | No                                                                                         | No                                                                                         | No      | Sí      | Sí                                                                                         | Sí                                                                                         |
| Streets of Rage                             | No                                                                                         | No                                                                                         | No                                                                                         | Sí                                                                                         | No      | Sí      | Sí                                                                                         | Sí                                                                                         |
| Streets of Rage 2                           | No                                                                                         | No                                                                                         | No                                                                                         | Sí                                                                                         | No      | Sí      | SíLa plantilla {{Fn}} ya no debe usarse. En su lugar usa el nuevo sistema de referencias.. | Sí                                                                                         |
| Streets of Rage 3                           | No                                                                                         | No                                                                                         | No                                                                                         | No                                                                                         | Sí      | No      | SíLa plantilla {{Fn}} ya no debe usarse. En su lugar usa el nuevo sistema de referencias.. | Sí                                                                                         |
| Super Thunder Blade                         | No                                                                                         | Sí                                                                                         | No                                                                                         | No                                                                                         | No      | Sí      | Sí                                                                                         | Sí                                                                                         |
| Sword of Vermilion                          | No                                                                                         | No                                                                                         | Sí                                                                                         | No                                                                                         | No      | Sí      | Sí                                                                                         | Sí                                                                                         |
| ToeJam & Earl                               | No                                                                                         | No                                                                                         | No                                                                                         | No                                                                                         | No      | Sí      | Sí                                                                                         | Sí                                                                                         |
| ToeJam & Earl in Panic on Funkotron         | No                                                                                         | No                                                                                         | No                                                                                         | SíLa plantilla {{Fn}} ya no debe usarse. En su lugar usa el nuevo sistema de referencias.. | No      | No      | Sí                                                                                         | Sí                                                                                         |
| Vectorman                                   | Sí                                                                                         | No                                                                                         | No                                                                                         | No                                                                                         | No      | Sí      | Sí                                                                                         | Sí                                                                                         |
| Vectorman 2                                 | No                                                                                         | No                                                                                         | No                                                                                         | No                                                                                         | Sí      | No      | Sí                                                                                         | Sí                                                                                         |
| Virtua Fighter 2                            | No                                                                                         | No                                                                                         | Sí                                                                                         | No                                                                                         | No      | Sí      | Sí                                                                                         | Sí                                                                                         |
| Wonder Boy III: Monster Lair                | No                                                                                         | No                                                                                         | No                                                                                         | Sí                                                                                         | No      | No      | SíLa plantilla {{Fn}} ya no debe usarse. En su lugar usa el nuevo sistema de referencias.. | Sí                                                                                         |
| Wonder Boy in Monster World                 | No                                                                                         | No                                                                                         | No                                                                                         | No                                                                                         | Sí      | No      | SíLa plantilla {{Fn}} ya no debe usarse. En su lugar usa el nuevo sistema de referencias.. | Sí                                                                                         |

Plantilla:Notelist-lr

## Desarrollo
El videojuego fue anunciado el 14 de marzo de 2018, a través de un tráiler publicado por Sega. El juego recibió el nombre de Sega Mega Drive Classics en Europa, mientras que en América fue lanzado con el título Sega Genesis Classics.
En noviembre de 2024, SEGA anunció que el recopilatorio de Sega Genesis Classics sería retirado de las plataformas digitales existentes (PlayStation Store, Microsoft Store, Nintendo eShop y Steam), aunque los usuarios que ya hayan adquirido la versión digital del recopilatorio, seguirán teniendo acceso a él.